# Montes Pyrenaeus

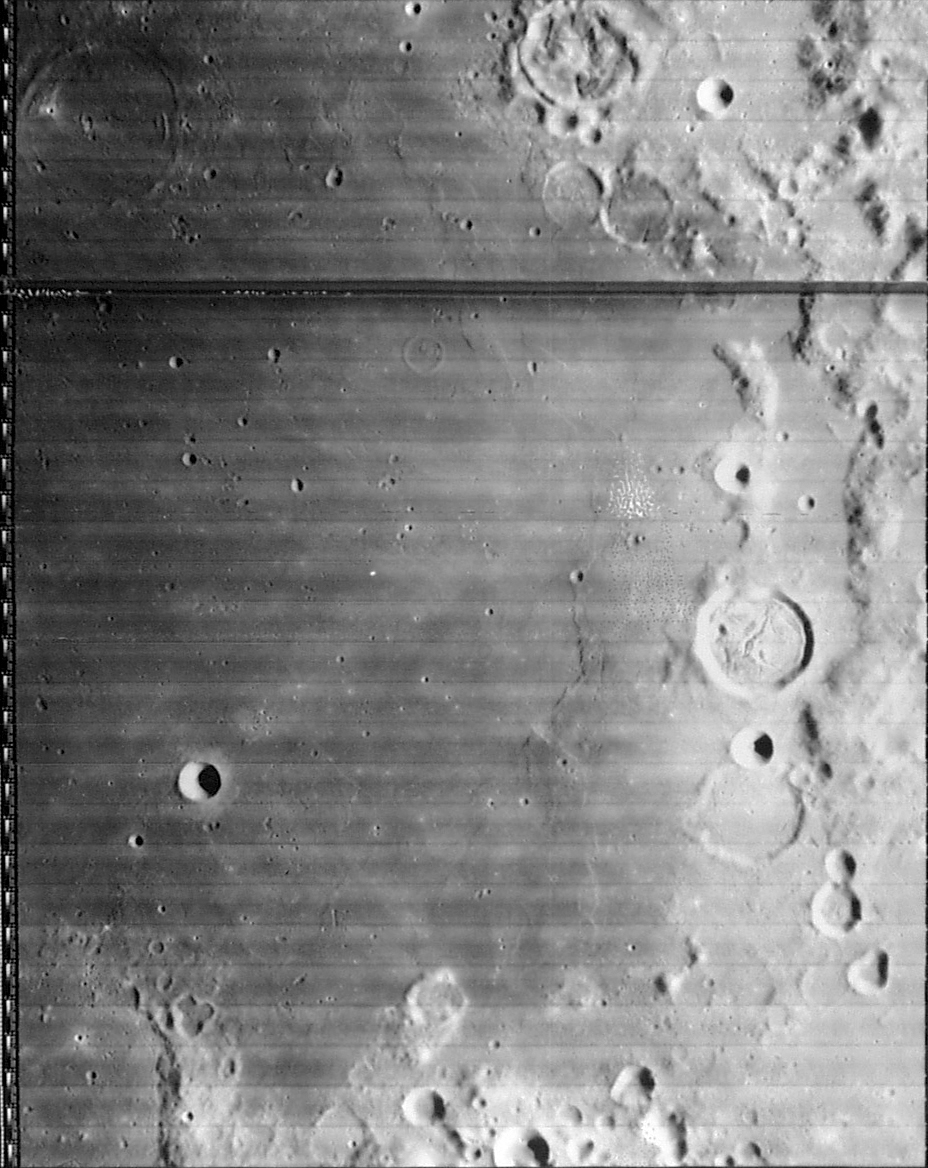
Fotografía general de los Montes Pyrenaeus

Montes Pyrenaeus es una cordillera de la Luna. El sistema montañoso se inicia en el suroeste del brocal del cráter inundado de lava Gutenberg (su punto más septentrional) y se extiende hacia el sur hasta alcanzar el borde oriental del Mare Nectaris.
Las  coordenadas selenográficas  del centro de la cordillera son 15.6° S, 41.2° E,  y posee una longitud aproximada de 164 km. Johannes Mädler fue quien le asignó el nombre latino de los montes Pirineos, la cordillera situada  a lo largo de la frontera entre Francia y España.